# Pálos kolostor (Örményes)
Az örményesi vagy örvényesi pálos kolostor egy mára elpusztult kolostor, mely a jelenleg Zalacsány külterületét képező, Zalacsány és Kehidakustány között félúton elhelyezkedő Örvényeshegy településrész (hegyközség) területén állt.
A kolostort Kanizsai Miklós tárnokmester, Zala, Vas és Sopron vármegyei főispán alapította 1390 körül a Boldogságos Szűz tiszteletére, a pálos szerzetesek számára. A kolostor mellé később Szent László tiszteletére kápolnát építtetett, s ez csakhamar híres búcsújáró hellyé vált (a látogatók számára már 1400-ban búcsút kértek a pápától). A 16. században a török miatt pusztult el. Romjai a 19. század elején még látszottak.
2017. május 27-én a kolostor egykori helyén emlékhelyet adtak át.